# Конвой QP 3
Конвой QP 3 (англ. Convoy QP 3) — зворотній арктичний конвой транспортних і допоміжних суден у кількості 10 одиниць, який у супроводженні союзних кораблів ескорту здійснив перехід від радянського порту Архангельськ до берегів Ісландії, а надалі до Британських островів. Конвой складався з 6 британських і 4 радянських транспортних суден. 27 листопада 1941 року конвой вийшов з Архангельська та 3 грудня без втрат прибув у Сейдісфіордюр в Ісландії.

## Кораблі та судна конвою QP 3

### Транспортні судна
Позначення
| Назва                 | Прапор          | Тоннаж (GRT) | Прим.                                     |
| --------------------- | --------------- | ------------ | ----------------------------------------- |
| Empire Baffin (1941)  | Велика Британія | 6 978        | 13 грудня прибули у Керкволл              |
| Harpalion (1932)      | Велика Британія | 5 486        | 13 грудня прибули у Керкволл              |
| Hartlebury (1934)     | Велика Британія | 5 082        | 13 грудня прибули у Керкволл              |
| Orient City (1940)    | Велика Британія | 5 095        | 13 грудня прибули у Керкволл              |
| Queen City (1924)     | Велика Британія | 4 814        | 13 грудня прибули у Керкволл              |
| Temple Arch (1940)    | Велика Британія | 5 138        | 13 грудня прибули у Керкволл              |
| «Андре Марті» (1918)  | СРСР            | 2 352        | 9 грудня прибув у Керкволл                |
| «Аркос» (1918)        | СРСР            | 2 343        | 29 листопада повернулися до Архангельська |
| «Кузбас» (1914)       | СРСР            | 3 109        | 29 листопада повернулися до Архангельська |
| «Революціонер» (1936) | СРСР            | 2 900        | 9 грудня прибув у Керкволл                |

### Кораблі ескорту
| Назва                         | Прапор                                  | Тип корабля                           | Прим.                      |
| ----------------------------- | --------------------------------------- | ------------------------------------- | -------------------------- |
| Ближній та океанський ескорти |                                         |                                       |                            |
| «Бедуїн»                      | Військово-морські сили Великої Британії | ескадрений міноносець типу «Трайбл»   | 28 листопада-2 грудня      |
| «Брамбл»                      | Військово-морські сили Великої Британії | тральщик типу «Гальсіон»              | 27-28 листопада            |
| «Госсамер»                    | Військово-морські сили Великої Британії | тральщик типу «Гальсіон»              | 27 листопада-10 грудня     |
| HMT Hamlet (T167)             | Військово-морські сили Великої Британії | протичовновий траулер                 | 9-12 грудня (до Керкволла) |
| «Гусар»                       | Військово-морські сили Великої Британії | тральщик типу «Гальсіон»              | 27 листопада-9 грудня      |
| «Інтрепід»                    | Військово-морські сили Великої Британії | ескадрений міноносець типу «I»        | 28 листопада-2 грудня      |
| «Кеніа»                       | Військово-морські сили Великої Британії | легкий крейсер типу «Коронна колонія» | 28 листопада-3 грудня      |
| HMT Macbeth (T138)            | Військово-морські сили Великої Британії | протичовновий траулер                 | 9-12 грудня (до Керкволла) |
| «Сігал»                       | Військово-морські сили Великої Британії | тральщик типу «Гальсіон»              | 9-12 грудня (до Керкволла) |
| «Спіді»                       | Військово-морські сили Великої Британії | тральщик типу «Гальсіон»              | 27-28 листопада            |